# St. Walburga (Benk)

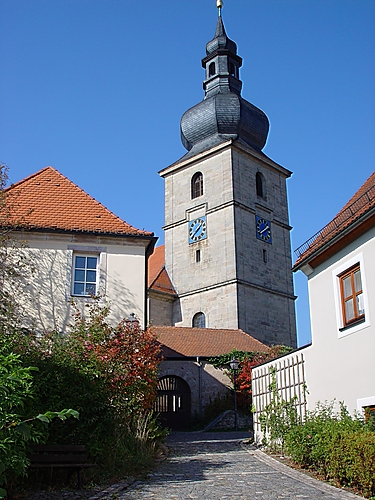
Kirche Sankt Walburga in Benk

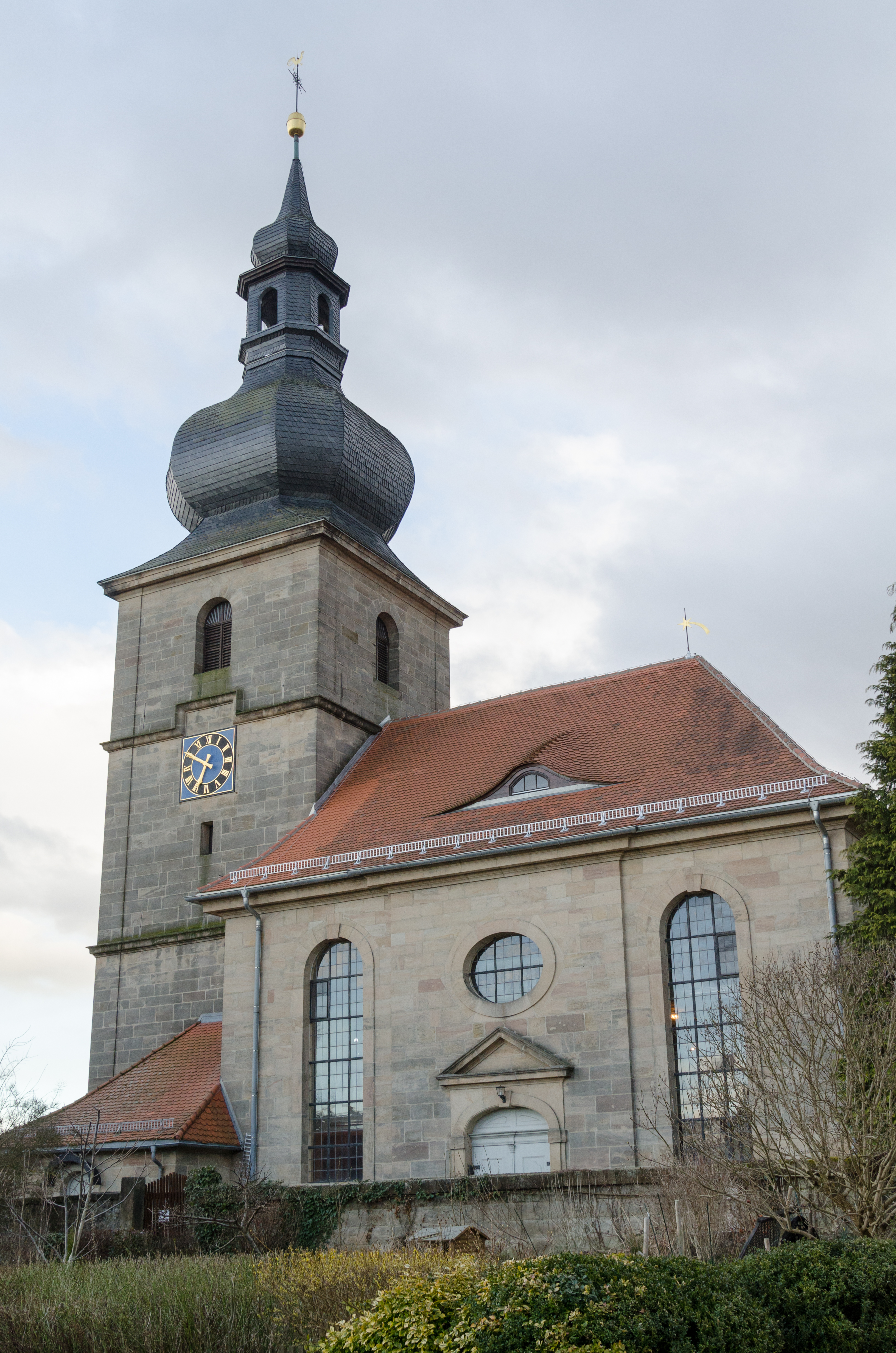
Ansicht von Norden

Die evangelisch-lutherische Pfarrkirche St. Walburga ist ein denkmalgeschütztes Kirchengebäude in Benk, einem Gemeindeteil von Bindlach. Es gehört zu den sogenannten Markgrafenkirchen.

## Geschichte
Die Vorgängerkirche war bis 1365 Filiale von Marktschorgast, sie brannte 1740 ab. Die heutige Kirche wurde 1741 bis 1744 durch das  bayreuthische Hochfürstliche Bauamt errichtet. Die Kirche wurde innen von 1744 bis 1748 ausgestattet. Geweiht wurde sie am 1. Mai 1749.

## Ausstattung
- Ein großer Kanzelaltar von Johann Gabriel Räntz, der sich in einer breit gesockelten Pyramide aufbaut wurde in Teilen von J. G. Schleunig erweitert.
- Ein von einem Engel gestütztes Taufbecken von J. G. Räntz,
- Stuckarbeiten des Hofkünstlers Jeronimo Francesco Andreoli.
- Von dem Auge Gottes unterhalb der Decke gehen goldene Strahlen aus.
- An der Decke befinden sich zahlreiche Engelsköpfe.
- Farbig gefasste Stühle und Emporen,
- Orgelgehäuse von 1805 in weiß-goldener Fassung,
- Bemalung der Ausstattung vom „Privilegierten Kunst-Mahler in Hof“ Heinrich Samuel Lohe[1]